# Rhadern
Rhadern ist ein Stadtteil von Lichtenfels (Hessen) im nordhessischen Landkreis Waldeck-Frankenberg. Das Dorf liegt nordwestlich unweit der Waldeckischen Schweiz.

## Geographische Lage
Der kleine Ort liegt nahe der hessischen Grenze zum Hochsauerlandkreis in Nordrhein-Westfalen. Die Landesstraße L 3076 nach Korbach im Norden und Frankenberg im Süden verläuft durch die Ortslage. Südlich der Ortsmitte zweigt von der L 3076 die Kreisstraße K 50 nach Fürstenberg im Osten ab.

## Geschichte
Bereits um 830 wurde eine Siedlung „Ryadra“ erwähnt; ob es sich hierbei um Rhadern handelt, ist allerdings nicht eindeutig gesichert. Mit großer Sicherheit jedoch ist „Rotheren“, wo der Corveyer Abt Druthmar (1015–1046) sieben Mansen zum Unterhalt des von ihm auf dem Kreuzaltar der Klosterkirche eingerichteten Ewigen Lichts stiftete, mit dem heutigen Rhadern identisch. Weitere Erwähnungen erfolgten unter den Ortsnamen (in Klammern das Jahr der Erwähnung): „Rotheren“ (1258) und „Roderen“ (1260) über „Roddern“ (1336), „Raderen“ (1332–1344) und „Radern“ (1473, 1733).
Der Ort war ursprünglich Besitz der Abtei Corvey, gelangte aber gegen Ende des 13. Jahrhunderts, wie u. a. auch die etwa 4 km weiter südlich gelegene Burg Lichtenfels, nach heftigen Fehden an die Grafen von Waldeck. Im Jahre 1336 verpfändete Graf Heinrich IV. von Waldeck u. a. das Dorf Rhadern als Brautschatz seiner Tochter Else (Elisabeth) dem Grafen Johann von Nassau-Hadamar. 1473 erhielten die Brüder Johann und Reinhard von Dalwigk von Graf Wolrad I. von Waldeck und dessen Sohn Philipp die Burg und das Amt Lichtenfels mit dem dortigen Freistuhl und der niederen Gerichtsbarkeit zu Lehen, mit den Dörfern Neukirchen, Münden und Immighausen sowie den inzwischen wüst gefallenen Orten Nerdar und Rhadern. Der 1473 als Wüstung bezeichnete Ort wurde erst ab 1567 wieder besiedelt.
Ab 1533 erhoben die Erzbischöfe von Köln als Herzöge von Westfalen Anspruch auf die Freigrafschaft Münden mit Münden, Goddelsheim, Rhadern und Neukirchen, da es diese Freigrafschaft als zum Gogericht und Amt Medebach gehörig betrachtete. Dies führte im 16. und 17. Jahrhundert zu langwierigen Prozessen und Kämpfen; erst 1663 verzichtete Kurköln in einem Vergleich mit den Grafen von Waldeck auf diese Ansprüche.
Am 13. September 1760 fand das Gefecht bei Rhadern statt, das mit einem Sieg französischer Truppen über verbündete Preußen und Hannoveraner endete.
Die Einwohnerentwicklung war wie folgt:
| Jahr | Einwohner       |
| ---- | --------------- |
| 1738 | 21 Häuser       |
| 1770 | 199 (33 Häuser) |
| 1834 | 240             |
| 1840 | 222             |
| 1846 | 236             |
| 1852 | 251             |
| 1864 | 254             |
| 1871 | 231             |

| Jahr | Einwohner |
| ---- | --------- |
| 1875 | 216       |
| 1885 | 217       |
| 1895 | 236       |
| 1905 | 228       |
| 1910 | 224       |
| 1925 | 232       |
| 1939 | 224       |
| 1946 | 314       |

| Jahr | Einwohner |
| ---- | --------- |
| 1950 | 286       |
| 1956 | 259       |
| 1961 | 251       |
| 1967 | 235       |
| 2016 | 292       |
| 2018 | 307       |
| 2021 | 292       |
| 2023 | 308       |

Am 1. Oktober 1971 wurde Rhadern im Rahmen der Gebietsreform in Hessen ein Stadtteil von Lichtenfels.

## Kirche
Ab 1260 hatte Rhadern eine eigene Kapelle und die Gemeinde wurde von ihrer Mutterkirche in Goddelsheim gelöst und zur eigenständigen Pfarrei erhoben. Noch um 1400 war die Kapelle Pfarrkirche. Im 15. Jahrhundert, als der Ort wüst fiel, wurde sie zerstört und der Ort gehörte danach als Filial zur Kirchengemeinde Fürstenberg. Die Rhaderner hatten dort in der Michaelskirche einen eigenen Eingang an der Nordseite und eigene Kirchenbänke; die „Rhadersche Tür“ wurde erst 1957 zugemauert. Von 1699 bis 1831 war Rhadern dann nach Münden eingepfarrt, ab 1832 nach Goddelsheim.
1755 wurde die heutige Kirche in Rhadern am Ortsausgang Richtung Fürstenberg erbaut. Sie wurde 1899, 1935 und 1969/70 renoviert. Mit der Aufhebung der Pfarrstelle Fürstenberg im Jahre 1973 erfolgte ihre Eingliederung als Filialgemeinde in das Kirchspiel Lichtenfels-Goddelsheim, und heute bilden Rhadern, Fürstenberg und Goddelsheim gemeinsam ein Kirchspiel.

## Politik
Rhadern verfügt als Ortsbezirk über einen Ortsbeirat, bestehend aus fünf Mitgliedern, dessen Vorsitzender ein Ortsvorsteher ist.

## Vereine
Die Bewohner des Ortes engagieren sich in mehreren Vereinen. Neben der Freiwilligen Feuerwehr und der Sportgemeinschaft Lichtenfels gibt es einen Musikverein mit verschiedenen Untergruppen sowie ein Discoteam und die Landfrauen mit einer Tanzgruppe.